# Live Around the World (álbum)
Live Around the World es un álbum en vivo por la banda Queen + Adam Lambert, lanzado el 2 de octubre de 2020 por Hollywood Records en América del Norte y por EMI Records mundialmente. Es una compilación de canciones interpretadas en varios conciertos desde el 16 de junio del 2014 hasta el 16 de febrero del 2020. El álbum fue publicado también en DVD y Blu-ray con canciones adicionales omitidas en los lanzamientos de CD y vinilo.

## Lista de canciones

### CD / LP
1. "Tear It Up" (May) – 3:04
2. "Now I'm Here" (May) – 5:06
3. "Another One Bites the Dust" (Deacon) – 3:22
4. "Fat Bottomed Girls" (May) – 5:27
5. "Don't Stop Me Now" (Mercury) – 4:10
6. "I Want to Break Free" (Deacon) – 3:33
7. "Somebody to Love" (Mercury) – 5:58
8. "Love Kills - the Ballad" (Mercury/Moroder) – 4:17
9. "I Was Born to Love You" (Mercury) – 4:04
10. "Under Pressure" (Queen/Bowie) – 3:45
11. "Who Wants to Live Forever" (May) – 4:40
12. "The Show Must Go On" (May) – 4:17
13. "Love of My Life" (Mercury) – 4:13
14. "Bohemian Rhapsody" (Mercury) – 2:20
15. "Radio Ga Ga" (Taylor) – 4:23
16. "Ah-Ohs" (Mercury) – 1:08
17. "Hammer to Fall" (May) – 5:53
18. "Crazy Little Thing Called Love" (Mercury) – 4:03
19. "We Will Rock You" (May) – 2:29
20. "We Are the Champions" (Mercury) – 4:36

### DVD / Blu-ray
1. "Tear It Up" (May) – 3:04
2. "Now I'm Here" (May) – 5:06
3. "Another One Bites the Dust" (Deacon) – 3:22
4. "Fat Bottomed Girls" (May) – 5:27
5. "Don't Stop Me Now" (Mercury) – 4:10
6. "I Want to Break Free" (Deacon) – 3:33
7. "Somebody to Love" (Mercury) – 5:58
8. "Love Kills - the Ballad" (Mercury/Moroder) – 4:17
9. "I Was Born to Love You" (Mercury) – 4:04
10. "Drum Battle" (Taylor) – 2:29
11. "Under Pressure" (Queen/Bowie) – 3:45
12. "Who Wants to Live Forever" (May) – 4:40
13. "Last Horizon Solo (May) – 10:12
14. "The Show Must Go On" (May) – 4:17
15. "Love of My Life" (Mercury) – 4:13
16. "Bohemian Rhapsody" (Mercury) – 2:20
17. "Radio Ga Ga" (Taylor) – 4:23
18. "Ah-Ohs" (Mercury) – 1:08
19. "Hammer to Fall" (May) – 5:53
20. "Crazy Little Thing Called Love" (Mercury) – 4:03
21. "We Will Rock You" (May) – 2:29
22. "We Are the Champions" (Mercury) – 4:36

## Créditos
Queen + Adam Lambert
- Roger Taylor – batería y percusión, voz principal y coros
- Brian May – guitarra eléctrica, voz principal y coros
- Adam Lambert – voz principal

Músicos adicionales
- Freddie Mercury – secuencia de video de Live at Wembley '86 durante "Love of My Life" y "Ah-Ohs"
- Spike Edney – teclados y coros
- Neil Fairclough – bajo eléctrico y coros
- Rufus Tiger Taylor – percusión y coros (2011–2016)
- Tyler Warren – percusión y coros (2017–2020)

## Posicionamiento
| Gráficas (2020)                       | Pico de posición |
| ------------------------------------- | ---------------- |
| Australia (ARIA)                      | 1                |
| Austria (Ö3 Austria)                  | 6                |
| Bélgica (Ultratop flamenca)           | 14               |
| Bélgica (Ultratop valona)             | 13               |
| República Checa (ČNS IFPI)            | 61               |
| Dinamarca (Hitlisten)                 | 28               |
| Países Bajos (Album Top 100)          | 6                |
| Finlandia (Suomen Virallinen Lista)   | 14               |
| Francia (SNEP)                        | 56               |
| Alemania (Offizielle Top 100)         | 5                |
| Hungría (MAHASZ)                      | 14               |
| Irlanda (OCC)                         | 22               |
| Italia (FIMI)                         | 23               |
| Japón (Oricon)                        | 10               |
| Nueva Zelanda (Recorded Music NZ)     | 4                |
| Polonia (ZPAV)                        | 17               |
| Portugal (AFP)                        | 3                |
| Escocia (Scottish Albums Chart)       | 1                |
| España (PROMUSICAE)                   | 20               |
| Suiza (Schweizer Hitparade)           | 5                |
| Reino Unido (UK Albums Chart)         | 1                |
| Estados Unidos (Billboard 200)        | 56               |
| Estados Unidos (Top Hard Rock Albums) | 5                |
| Estados Unidos (Top Rock Albums)      | 10               |